# Camino (documentaire)
Camino, a feature length selfie is een documentaire, gemaakt door filmmaker Martin de Vries. De documentaire gaat over de voettocht die hij maakte naar het Spaanse Santiago de Compostella. Op 24 januari 2019 ging de documentaire op het International Film Festival Rotterdam in première. Later dat jaar werd het bekroond met de Kristallen Film award.

## Synopsis
“Alles in me zei me dat ik het moest doen.” Martin de Vries besluit om zonder noemenswaardige voorbereiding de Camino te gaan lopen, de beroemde pelgrimstocht naar Santiago de Compostella: van Le Puy-en-Velay in midden-Frankrijk naar Noordwest-Spanje, een tocht van 1600 kilometer in bijna zeventig dagen. Tijdens het lopen filmt hij zichzelf, zijn voeten, zijn schaduw, het pad, de velden en de bossen en probeert te achterhalen waarom hij dit avontuur is aangegaan.

## Prijzen en nominaties
- 2019: Kristallen Film